# Луїс Кларк
Луїс Альфред Кларк (англ. Louis Alfred Clarke; нар. 23 листопада 1901 — пом. 24 лютого 1977) — американський легкоатлет, який спеціалізувався в бігу на короткі дистанції.

## Із життєпису
Олімпійський чемпіон-1924 в естафеті 4×100 метрів.
Ексрекордсмен світу з естафетного бігу 4×100 метрів.
Ексволодар вищого світового досягнення з бігу на 100 ярдів у приміщенні (1924; 9,8h).
Випускник Університету Джонса Гопкінса.

## Основні міжнародні виступи
| Рік  | Змагання         | Місто | Місце | Дисципліна |
| ---- | ---------------- | ----- | ----- | ---------- |
| 1924 | Олімпійські ігри | Париж | 1     | 4×100 м    |